# Urotryphon baikurensis
Urotryphon baikurensis  (лат.) — ископаемый вид перепончатокрылых наездников рода Urotryphon из семейства Ichneumonidae. Один из древнейших представителей паразитических перепончатокрылых. Обнаружен в меловых ископаемых таймырских янтарях (Россия, Сибирь, Красноярский край, Таймыр, Байкура, возраст 84,9—89,3 млн лет).

## Описание
Мелкого размера перепончатокрылые наездники. Длина головы и груди 1,1 мм, длина метасомы от 1,3 до 1,5 мм, длина переднего крыла от 1,7 до 1,9 мм. Усики 13-члениковые. 
Вид Urotryphon baikurensis был впервые описан по отпечаткам в 2012 году российским энтомологом Д. С. Копыловым (Палеонтологический институт РАН, Москва, Россия). Включён в состав рода Urotryphon из вымершего подсемейства Labenopimplinae (Ichneumonidae). Видовое название дано по месту обнаружения типовой серии (Байкура, Таймыр).